# Danubina
Danubina es un género de foraminífero bentónico de la familia Prolixoplectidae, de la superfamilia Verneuilinoidea, del suborden Verneuilinina y del orden Lituolida. Su especie tipo es Danubina obtusa. Su rango cronoestratigráfico abarca el Valanginiense inferior (Cretácico inferior).

## Discusión
Clasificaciones previas incluían Danubina en el suborden Textulariina del orden Textulariida, o en el orden Lituolida sin diferenciar el suborden Verneuilinina.

## Clasificación
Danubina incluye a la siguiente especie:
- Danubina obtusa †